# Uzomathis dissensa
Uzomathis dissensa är en fjärilsart som beskrevs av William Schaus 1916. Uzomathis dissensa ingår i släktet Uzomathis och familjen nattflyn. Inga underarter finns listade i Catalogue of Life.